# Servicio Meteorológico Nacional (Argentina)
El Servicio Meteorológico Nacional de Argentina, según la Ley 12945/45-Decreto 1678/73, es la institución encargada de dirigir la actividad meteorológica nacional y el desarrollo de las actividades hidrometeorológicas y geofísicas afines; entender en la prestación de los servicios públicos correspondientes de inspección, pronóstico y asesoramiento; actuar técnicamente ante organismos internacionales y extranjeros relacionados con la atmósfera y el aeroespacio, realizar la actividad agrometeorológica en coordinación con el Ministerio de Economía a fin de concurrir a la seguridad, la defensa y el desarrollo socioeconómico de la Nación.

## Historia

Antiguo logo del SMN

En la segunda mitad del siglo XIX, algunos países del hemisferio Norte, experimentaron la necesidad de crear sus propias oficinas meteorológicas. Argentina, dada la muy temprana preocupación por los problemas relacionados con el tiempo y el clima, fue pionera en la materia, en el hemisferio Sur.
Es así que el 4 de octubre de 1872, durante la presidencia de Domingo Faustino Sarmiento, el Honorable Congreso de la Nación votó la Ley 559, por la cual se creó la Oficina Meteorológica Argentina (OMA), predecesora del actual Servicio Meteorológico Nacional (SMN). La OMA fue la tercera fundada en el orden mundial, solo precedida por la Oficina Meteorológica de Hungría en 1870, y la de los Estados Unidos de América, en 1871.
El Servicio Meteorológico Nacional dependía hacia 1966 del Ministerio de Educación de la Nación. Fue traspasado al ámbito de la Fuerza Aérea Argentina pasando a depender del ex Comando de Regiones Aéreas perteneciente a la misma, durante el gobierno de facto del Teniente General Juan C. Onganía. 
A partir del 1 de enero de 2007, por decreto del Poder Ejecutivo Nacional, el SMN pasó a depender de la Secretaría de Planificación del Ministerio de Defensa, volviendo al ámbito civil, perdiendo así injerencia militar.
A fin de satisfacer las necesidades operativas exclusivas de la Fuerza Aérea, la citada institución creó el Servicio de Meteorología Militar (SMM), dependiente del Comando de Adiestramiento y Alistamiento de la Fuerza Aérea, para reemplazar las funciones que durante 41 años (1966-2007) realizó el SMN para los vuelos de la Fuerza. 
Entre 2014 y 2023 el Servicio Meteorológico Nacional estuvo dirigido por la Dra Celeste Saulo, quien dejó el cargo para asumir como secretaria general de la Organización Meteorológica Mundial. 
La llegada al poder de un nuevo gobierno en diciembre de 2023 significó una crisis para la institución, que fue blanco de ajustes y despidos. El cargo de director fue para un piloto militar sin formación en el área.

## Tareas
Sobre la base del resultado de minuciosos estudios realizados en distintos centros mundiales de investigación, es posible afirmar que el dinero que se invierte en un Servicio Meteorológico, genera además de sustanciales ventajas en materia de bienestar, salud, confort y seguridad, importantes beneficios económicos, los que llegan a ser hasta diez veces superiores al monto de la inversión original.
Es muy probable que el público usuario conozca a este organismo sólo a través de sus pronósticos, pero son muchos más y de no menor importancia, los servicios que brinda a la comunidad, como el de generar "Alertas meteorológicas", suministrar información del estado del tiempo en todo el país, máximas, mínimas, precipitación, tendencias climáticas, realizar la vigilancia de la ocurrrencia de cenizas volcánicas, realizar mediciones de ozono, etc.
Además de ello, el Servicio Meteorológico Nacional es el asesor oficial del Gobierno Argentino en todo lo que atañe a la meteorología y actividades conexas. Por otra parte, la Argentina, a través del SMN, es Estado Miembro de la Organización Meteorológica Mundial (OMM).

## Observación meteorológica

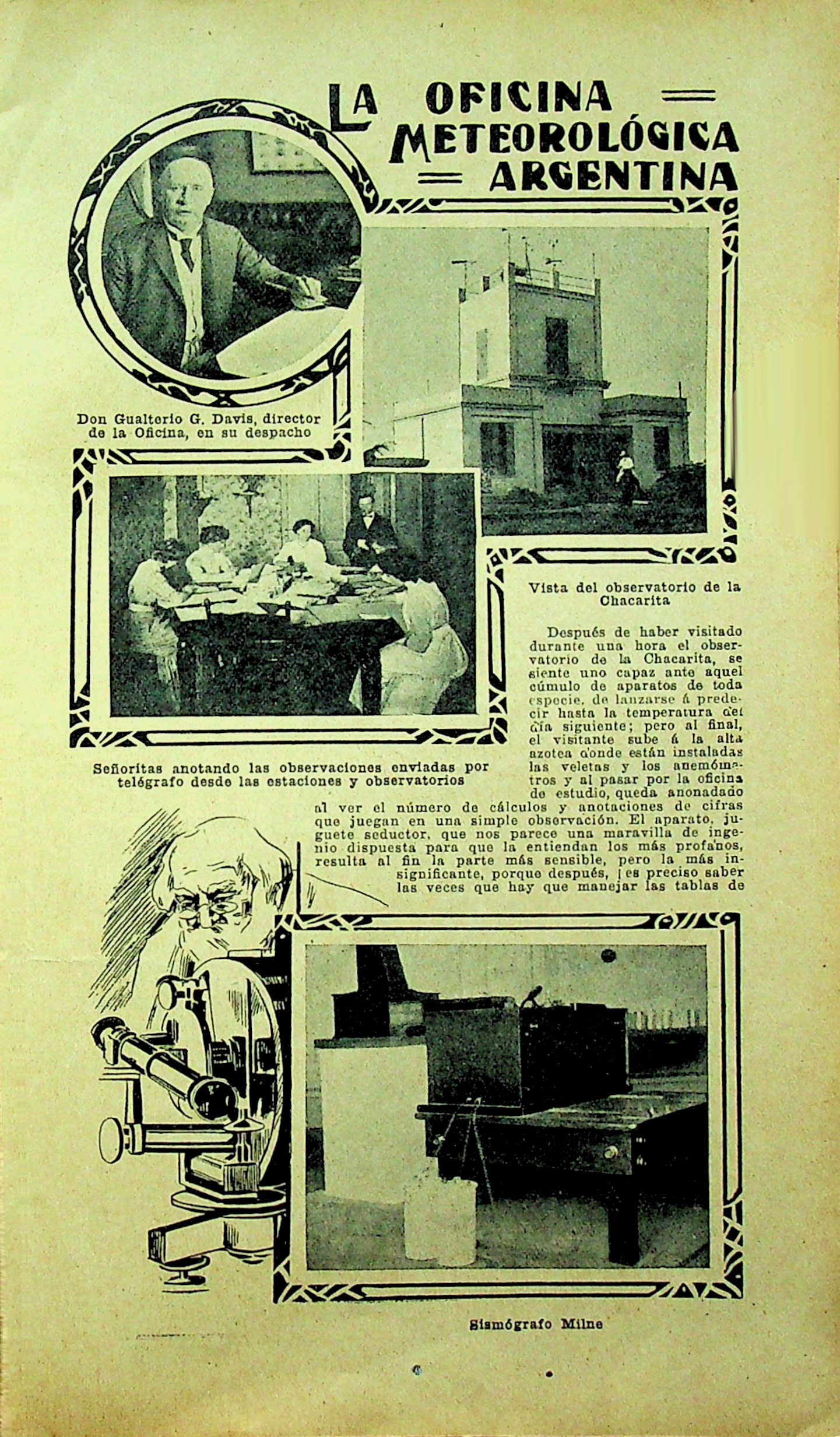
Nota de 1911 sobre la Oficina Meteorológica Argentina donde aparece Gualterio Davis, director desde 1885 a 1915.

La observación meteorológica consiste en la medición y determinación de todos los elementos que en su conjunto representan las condiciones del estado de la atmósfera en un momento dado y en un determinado lugar utilizando instrumental adecuado. Estas observaciones realizadas con métodos y en forma sistemática, uniforme, ininterrumpida y a horas establecidas, permiten conocer las características y variaciones de los elementos atmosféricos, los cuales constituyen los datos básicos que utilizan los servicios meteorológicos, tanto en tiempo real como diferido.
El Servicio Meteorológico Nacional posee más de 110 bases meteorológicas actuales, dentro de la ciudad de Buenos Aires, las 23 provincias argentinas, y en la Antártida Argentina. Posee un Convenio de Cooperación por lo cual las "Estaciones climatológicas" del INTA están conectadas con el SMN; otro convenio es acerca del servicio de captura, análisis y archivo de los radares meteorológicos de Pergamino, Anguil, y Oro Verde (Paraná) propiedad del INTA. Además, gracias a un proyecto lanzado en junio de 2011 por Presidencia de la Nación, se anunció el lanzamiento del Sistema Nacional de Radares Meteorológicos (SINARAME) y en el marco del apoyo al desarrollo científico-tecnológico de Argentina (con la propia creación de sus propios radares ante la empresa estatal INVAP), se asigna a la Subsecretaría de Recursos Hídricos de la Nación la coordinación y supervisión de este proyecto. Actualmente ya se instalaron radares en Córdoba, Ezeiza, Las Lomitas, Resistencia, Bernardo de Yrigoyen, Mar del Plata, Neuquén, Mercedes, Río Grande, Bahía Blanca, Termas de Río Hondo, La Pampa, Las Grutas, La Rioja y Pergamino 